# Pholidoscelis griswoldi
Espèce
Synonymes
- Ameiva griswoldi Barbour, 1916

Pholidoscelis griswoldi est une espèce de sauriens de la famille des Teiidae.

## Répartition
Cette espèce est endémique de l'île d'Antigua à Antigua-et-Barbuda.

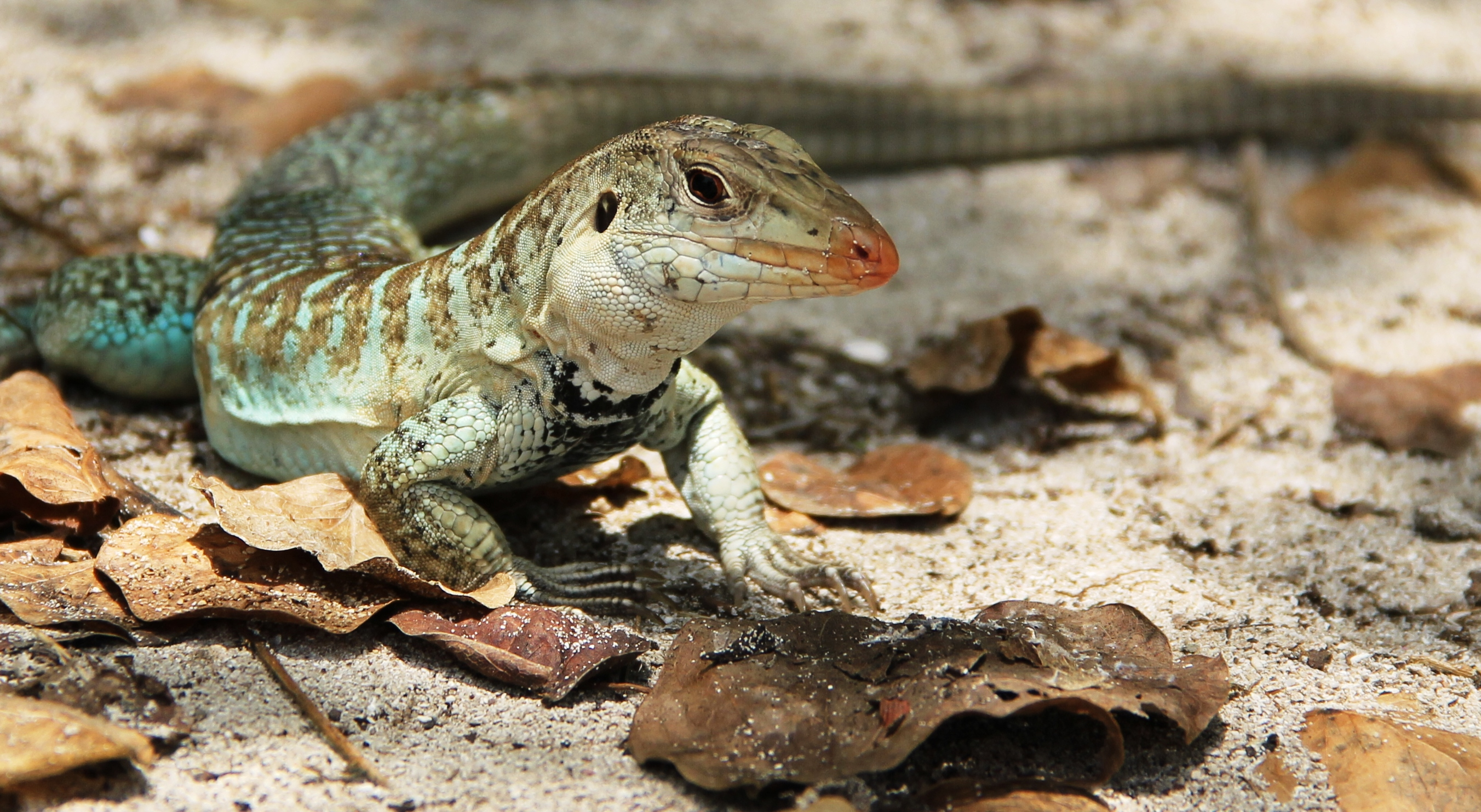
Pholidoscelis griswoldi

## Étymologie
Cette espèce est nommée en l'honneur du docteur Don W. Griswold.

## Publication originale
- Barbour, 1916 : Additional notes on West Indian reptiles and amphibians. Proceedings of the Biological Society of Washington, vol. 29, p. 215-220 (texte intégral).